# Francisco Alcaraz
Francisco Alcaraz (Culiacán, 5 de agosto de 1979) es un poeta, editor y ensayista mexicano.

## Biografía
Nacido en Culiacán, Sinaloa, obtuvo una licenciatura en lengua y literaturas hispánicas por la Universidad Autónoma de Sinaloa (UAS). Fue becario del Fondo Nacional para la Cultura y las Artes (FONCA) en 2003; y del FOECA-Sinaloa en 1998 y 2002.
Desde 2009, se desempeña como jefe de producción editorial dentro de su alma mater. Así mismo se ha desempeñado como jefe de redacción de la revista TextoS, y ha colaborado en revistas y suplementos como Alforja de Poesía, Blanco Móvil, Biblioteca de México, Crótalo, La Gaceta del Fondo de Cultura Económica, La Jornada Semanal, La Otra, Literal, Luvina, Revista de la Universidad de México y Tierra Adentro.
Ha sido autor de poemarios como La musa enferma (2002), Tiempo en vuelo (2013), y Principia mortis (2013). Parte de su obra se incluye en diversas antologías como Los límites acordados. Ocho poetas jóvenes sinaloenses (2000), Vientos del siglo. Poetas mexicanos 1950-1982 (2012), Antología general de la poesía mexicana. Poesía del México actual de la segunda mitad del siglo XX a nuestros días (2014), Espejo de doble filo. Antología binacional de poesía sobre la violencia Colombia-México (2014) y Antología esencial de la poesía mexicana. Cien poetas de los siglos XV al XXI (2017).

### Premios y reconocimientos
Fue ganador del Premio Nacional de Poesía Joven Elías Nandino en 2002, por su obra La musa enferma.

## Publicaciones seleccionadas

### Antologías
- Álvaro Solís (Coord.) (2007). La luz que va dando nombre: veinte años de poesía en México 1965-1985. México, D. F.: Secretaría de Cultura de Puebla. ISBN 9789685122900.
- Alcaraz, Francisco; Beltrán Félix, Geney; Iribe Zenil, Mariel; Meza, Francisco; Rocha, Glafira; Ruiz Sosa, Eduardo; Tapia Alcaraz, Miguel (2007). A fin de cuentos : antología. Culiacán: Ayuntamiento de Culiacán / Instituto Municipal de Cultura Culiacán [IMCC].
- Argüelles, Juan Domingo, ed. (2014). Antología general de la poesía mexicana : poesía del México actual, de la segunda mitad del siglo XX a nuestros días. Ciudad de México: Océano (Intemporales). ISBN 9786077351023.

### Poesía
- Alcaraz, Francisco (2002). La musa enferma (1. edición). Chimalistac, D.F. : [Jalisco, Mexico?]: CONACULTA ; Secretaría de Cultura de Jalisco. ISBN 9789701883716.
- Alcaraz, Francisco (2013). Tiempo en vuelo. Monterrey, Nuevo León: Posdata.
- Alcaraz, Francisco (2013). Principia mortis (1. edición). Culiacán, Sinaloa: Andraval Ediciones. ISBN 9786077860440.